# Comuna Homînți, Romnî
Homînți (în ucraineană Хоминці) este o comună în raionul Romnî, regiunea Sumî, Ucraina, formată din satele Dubîna, Homînți (reședința) și Loknea.

## Demografie
Componența lingvistică a comunei Homînți
     Ucraineană (97,73%)
     Rusă (2,16%)
     Alte limbi (0,11%)
Conform recensământului din 2001, majoritatea populației comunei Homînți era vorbitoare de ucraineană (97,73%), existând în minoritate și vorbitori de rusă (2,16%).